# Mohammad Schah Kadschar

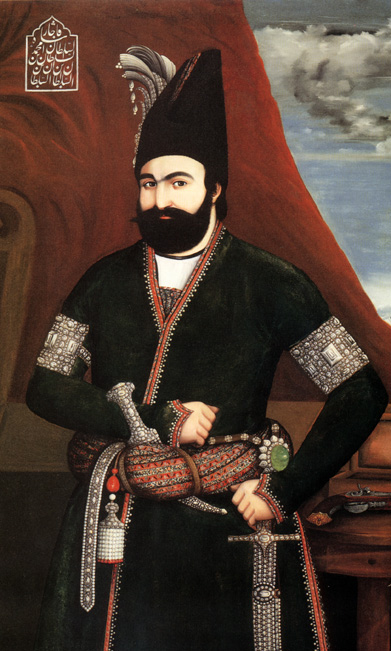
Mohammad Schah

Mohammad Schah Kadschar (persisch محمد شاه قاجار, DMG Moḥammad Šāh-e Qāǧār), auch Mehmed Mirza Schah (geboren 1810; gestorben 1848), war von 1834 bis zu seinem Tod Schah von Persien. 
Der Sohn von Abbas Mirza stammte aus der Dynastie der Kadscharen. 1834 bestieg Mohammad Schah als Nachfolger von Fath Ali Schah den Thron. Seine Regierungszeit begann voller Hoffnungen, da er einen engen Berater seines Vaters Abbas Mirza Mirza Abū l-Qāsim Qa'im Maqam übernommen hatte. Dies ging wohl auf ein Versprechen zurück, das er seinem Vater gegeben hatte. Qa'im hatte Abbas Mirza bei seinen Reformbemühungen in Aserbaidschan unterstützt und wollte nun als Premierminister die Modernisierung der Verwaltung und die Industrialisierung Persiens mit Hilfe europäischer Berater in Angriff nehmen. Mohammad Schah hatte die Diskussionen mit seinem Premierminister, der ihm des Öfteren zu widersprechen wagte, aber rasch leid. Nach einem Jahr ließ er ihn eingerollt in einen Teppich ersticken. Offensichtlich wollte er vermeiden, dass er das Blut seines Premierministers vergoss, da er seinem Vater ebenfalls zugesagt hatte, niemals das Blut seiner Minister zu vergießen. An seiner Stelle ernannte er seinen früheren Lehrer, einen Geistlichen und Mystiker aus Eriwan, zum Premierminister, der das Land für 13 Jahre mehr schlecht als recht verwaltete.
In den Jahren 1837/38 führte Mohammad Schah Kadschar einen Feldzug nach Herat, welches unter den Safawiden zum Persischen Reich gehört hatte. Unterstützt wurde er dabei von russischen Beratern. Dies führte dazu, dass die britische Regierung eine Ausweitung des russischen Einflusses im Great Game um Zentralasien befürchtete. Britische Truppen landeten am Persischen Golf und Mohammad Schah Kadschar musste sich zurückziehen.  
Während seiner Regierungszeit verbreitete sich der Babismus in Persien. Sein Begründer, der Perser Sayyid Ali Muhammad, erklärte 1844, der von den Schiiten erwartete zwölfte Imam oder Mahdi zu sein. Die Bewegung des Ali Muhammad, genannt Der Bab (das „Tor“), fand im ganzen Land eine rasche Verbreitung, stieß aber auch auf entschiedenen Widerstand der schiitischen Orthodoxie und der staatlichen Gewalt. Schon 1846 wurde der Bab gefangen genommen.
Mohammad Schah Kadschar war mit 15 Frauen verheiratet, die ihm 11 Söhne und 9 Töchter gebaren. 1848 starb er mit 38 Jahren an der Gicht. Im selben Jahr wurde sein ältester Sohn Nāser ad-Din Schah der neue Schah von Persien.

Löwe, Sonne und Schwert

Unter Mohammad Schah wurde das ursprünglich astrologische Löwen-Sonne-Motiv (vor der Regierungszeit Mohammads ohne Schwert in der Hand des Löwen) zum nationalen Emblem Persiens.